# Sebastián Losada
Sebastián Losada Bestard (Madrid, 3 september 1967) is een voormalig Spaanse profvoetballer. Hij speelde als aanvaller bij onder andere Real Madrid.

## Clubvoetbal
Losada debuteerde op 9 september 1984 voor Real Madrid in de Primera División tegen Sporting de Gijón. Hij zou tot 1991 bij Los Merengues blijven, een seizoen op huurbasis bij RCD Espanyol in 1987/1988 uitgezonderd. Na zijn vertrek bij Real Madrid speelde Losada nog voor Atlético de Madrid (1991-1992), Sevilla FC (1992-1993) en Celta de Vigo (1993-1995).

## Nationaal elftal
In 1985 nam Losada met Spanje deel aan het WK Onder-20 in de Sovjet-Unie. Hij werd met drie doelpunten topscorer van het toernooi. Op 18 januari 1995 speelde Losada tegen Uruguay zijn eerste en tevens enige interland voor het Spaans nationaal elftal.